# Richard Postell
Richard Postell (falecido em 1400) foi um cónego de Windsor de 1373 a 1400 e decano de Wolverhampton.

## Carreira
Ele foi nomeado:
- Reitor de Bradfield 1361
- Reitor de Harlington 1365
- Reitor de Nerberth (Diocese de São David) 1372
- Reitor de Wolverhampton 1373 - 1394

Ele foi nomeado para a décima bancada na Capela de São Jorge, Castelo de Windsor em 1373 e manteve a canonaria até 1400.